# Periodbortfall
Periodbortfall eller signalavbrott är en diskontinuitet på ett antal hela våglängder i den annars kontinuerliga fasmätningen, beroende på att mottagaren tappat fastlåsningen på bärvågen.